# Leandro Rodrigues
Leandro Rodrigues (* 31. Januar 1982 in Guarulhos) ist ein ehemaliger brasilianischer Fußballspieler.

## Karriere
Rodrigues begann seine Karriere 2001 beim japanischen Zweitligisten Ōita Trinita. 2002 kehrte er nach Brasilien zurück und unterschrieb einen Vertrag beim Erstligisten AD São Caetano. 2002 erreichte er das Finale des Copa Libertadores. 2003 wechselte er zum Zweitligisten Mogi Mirim EC. Danach spielte er bei Mirassol FC und Grêmio Barueri. Von 2005 bis 2012 war er bei Iraty SC unter Vertrag. 2006 wechselte er auf Leihbasis zum Erstligisten FC Santos. 2007 wurde er an Grêmio Barueri ausgeliehen und 2008 an AA Ponte Preta. Danach spielte er bei Kalmar FF, Chapecoense und South China AA. Ende 2012 beendete er seine Karriere als Fußballspieler.